# 没牙的老虎
《没牙的老虎》是一部中国上海美术电影制片厂制作的动画作品。

## 剧情简介
老虎的牙齿非常锋利，森林中的小动物们都畏惧。狐狸听说后，声称自己不害怕老虎的牙齿，还可以把老虎的牙齿全部拔掉。狐狸给老虎送了些糖享用，老虎尝后，甚是喜爱，认为比肉还要好吃。以后狐狸每天都送来各式各样的糖给老虎食用，老虎非常感激。不久，老虎因吃了太多糖，患了蛀牙，牙痛难忍。狐狸扮作牙医给老虎治牙，将老虎的牙全部拔去……